# Szarek (powiat ełcki)
Szarek – osada w Polsce położona w województwie warmińsko-mazurskim, w powiecie ełckim, w gminie Ełk.
W latach 1975–1998 miejscowość administracyjnie należała do województwa suwalskiego.

## Góra Bunelka
W miejscowości Szarek wznosi się morenowe wzgórze o nazwie Bunelka o wysokości 167 m n.p.m. Na szczycie znajduje się cmentarz z 1915 roku. Na kamiennym cokole ustawiony jest 6 metrowy drewniany krzyż i marmurowa tablica o treści: CMENTARZ WOJENNY "BUNELKA" 1914–1918 MIEJSCE SPOCZYNKU 23 ŻOŁNIERZY NIEMIECKICH I 64 ROSYJSKICH w języku polskim i niemieckim. Na szczyt wzgórza prowadzą kamienne schody, przy których ustawiony jest kamień z wyrytym napisem: MAX ZURCHER LETZTER BESITZER VON GUT SARKEN 1948 (MAX ZURCHER OSTATNI WŁAŚCICIEL DÓBR SZAREK 1948). Ze szczytu roztacza się imponujący widok na Ełk, Prostki i Grajewo.

## Galeria

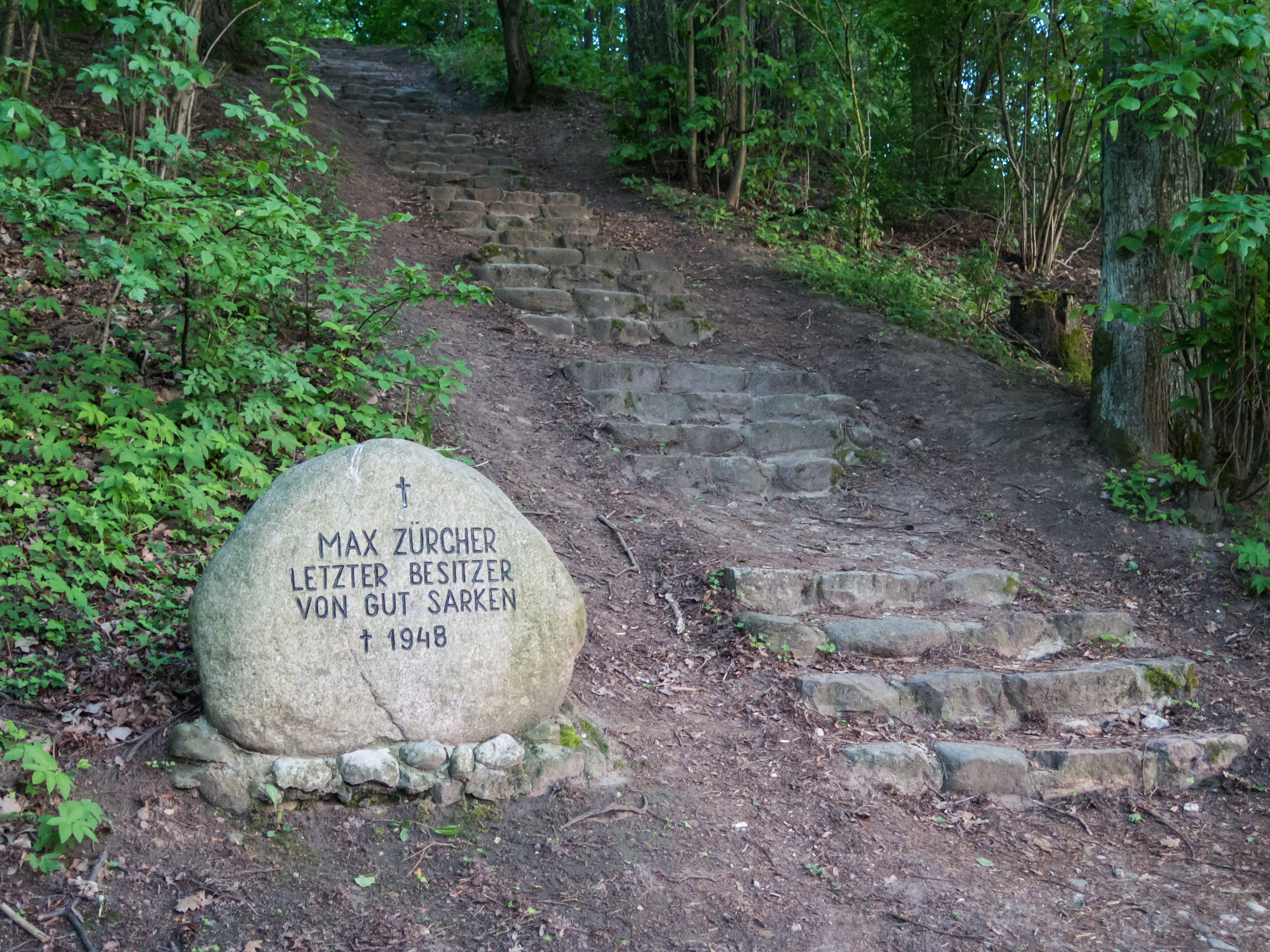
Schody na Górę Bunelka i kamień pamiątkowy
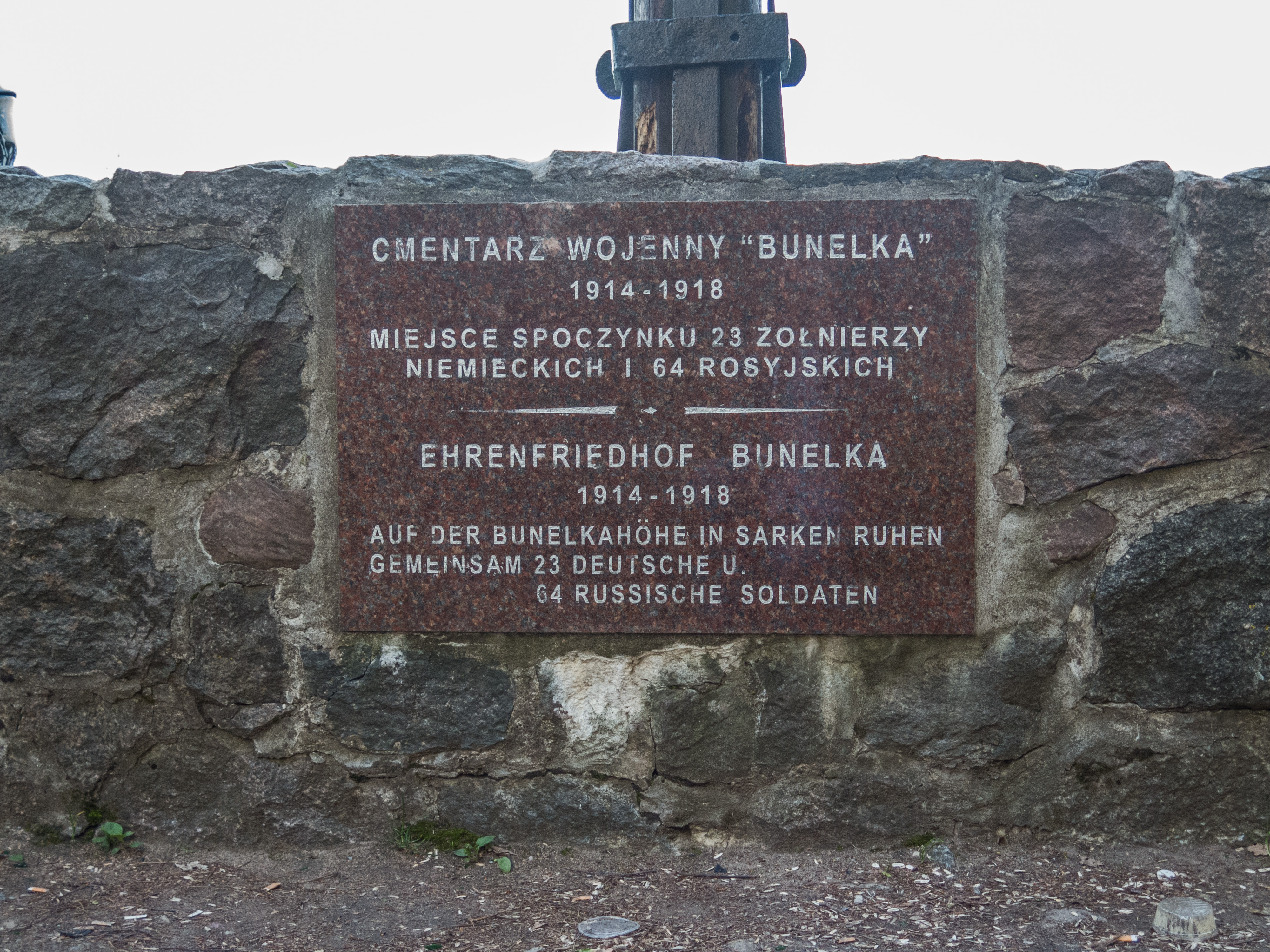
Tablica pamiątkowa na szczycie góry
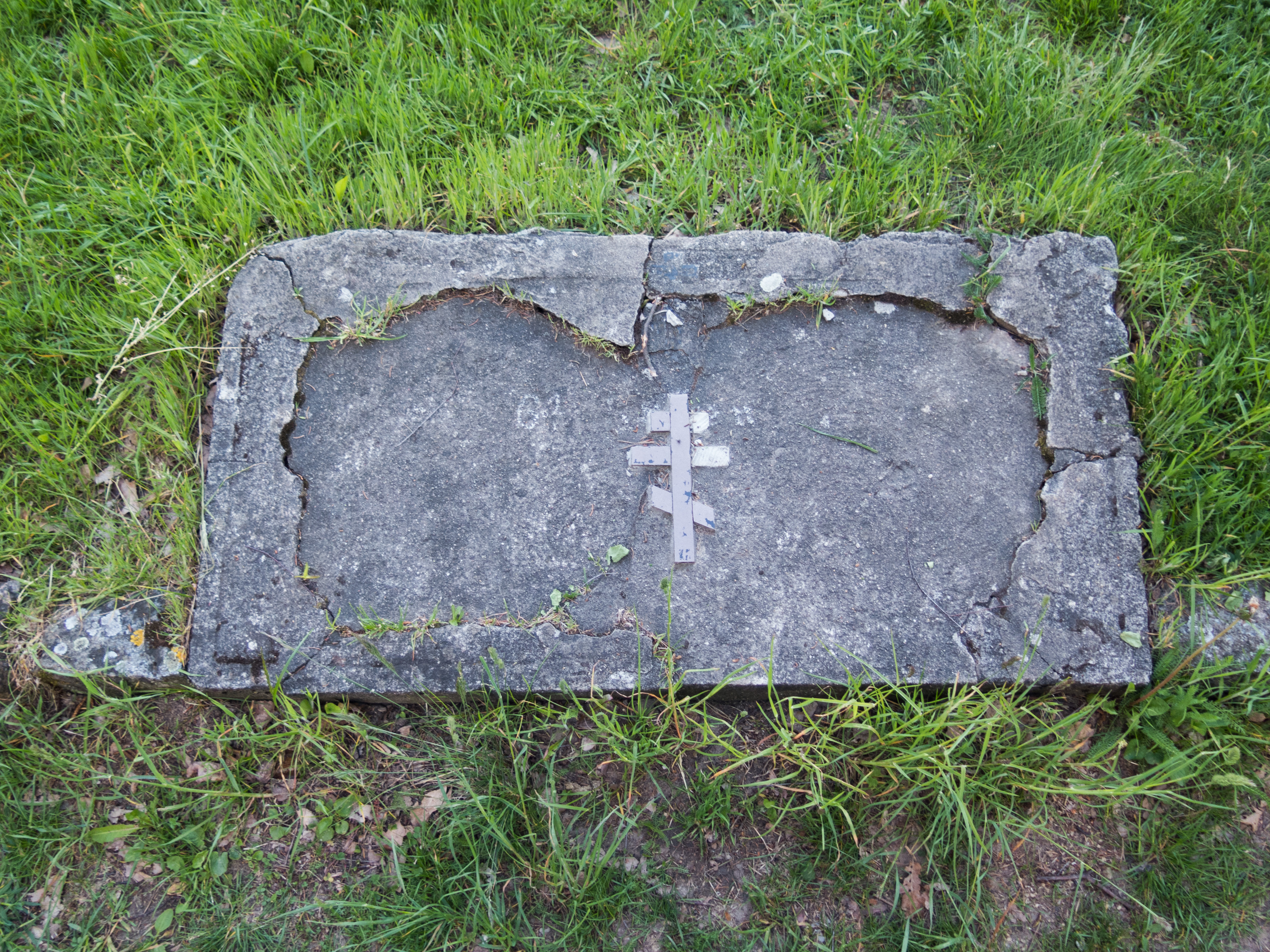
Cmentarz - kwatera żołnierzy rosyjskich
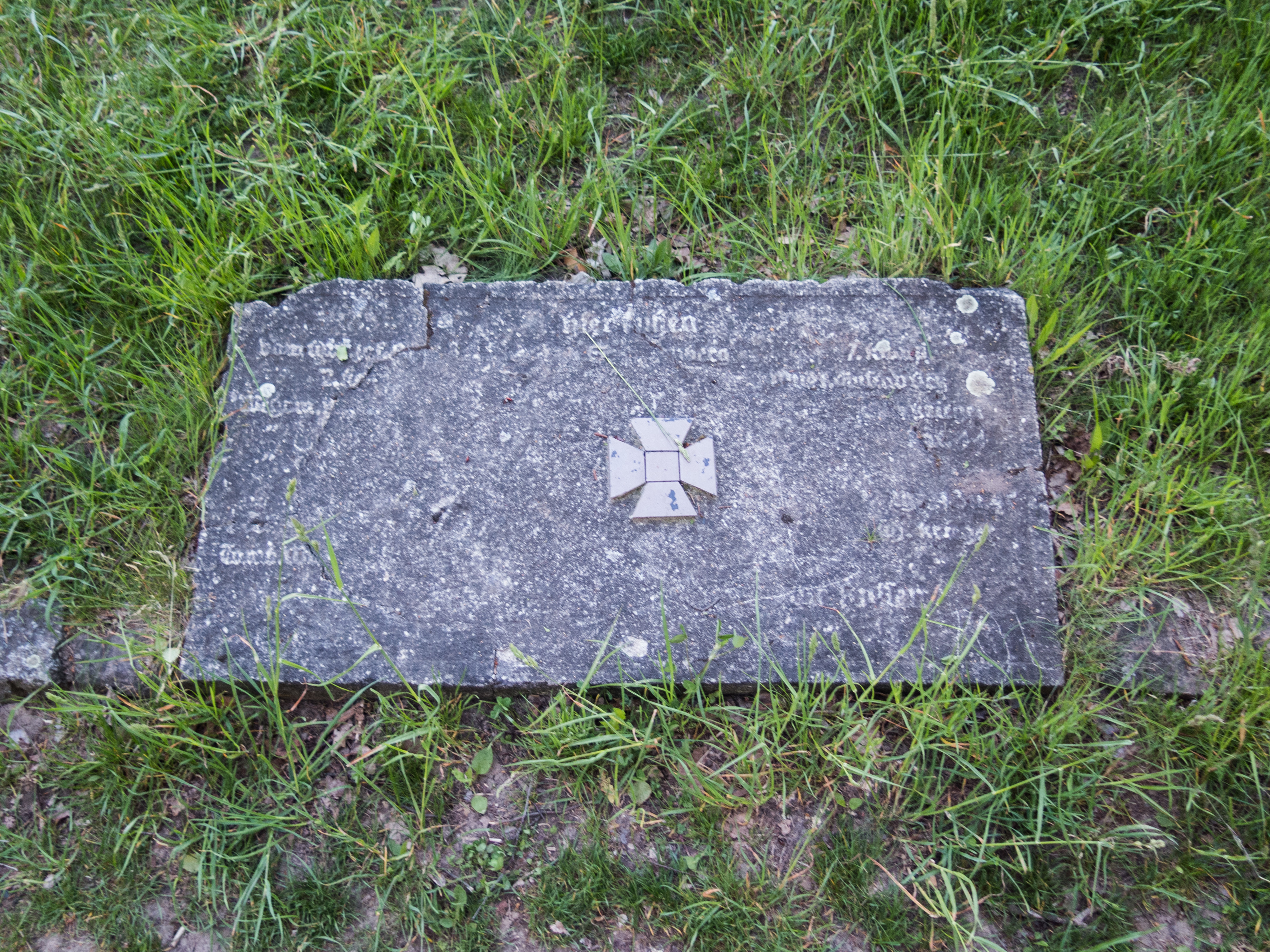
Cmentarz - kwatera żołnierzy niemieckich